# Agustí Viñamata i Vilaseca
Agustí Viñamata i Vilaseca   (Barcelona, 18 de gener de 1838 - 24 de febrer de 1929) fou un empresari i polític català, senador durant la restauració borbònica.

## Biografia
Era establit a Granollers, on era president de Foment d'Obres i Construccions SA També fou membre de la junta de la Caixa d'Estalvis i Mont de Pietat de Barcelona, soci de l'Ateneu Barcelonès des de 1903 i de la Societat Econòmica Barcelonesa d'Amics del País.
Membre del Partit Liberal Fusionista, fou diputat de la diputació de Barcelona pel districte afores-Granollers de 1883 a 1901 i tinent d'alcalde a les eleccions municipals de 1887, càrrec des del qual col·laborà amb Francesc de Paula Rius i Taulet en la preparació de l'Exposició Universal de 1888. De 1903 a 1905 fou escollit senador per la província de Barcelona.